# Saint-Quintin-sur-Sioule
Saint-Quintin-sur-Sioule é uma comuna francesa na região administrativa de Auvérnia-Ródano-Alpes, no departamento Puy-de-Dôme. Estende-se por uma área de 14,25 km². Em 2010 a comuna tinha 396 habitantes (densidade: 27,8 hab./km²).